# 2024 في مدغشقر
تتناول هذه المقالة الأحداث المتنوعة التي شهدتها مدغشقر خلال عام 2024، والتي شملت مجالات سياسية واجتماعية واقتصادية وثقافية.

## شاغلو المناصب
- الرئيس: أندري راجولينا
- رئيس الوزراء: كريستيان نتساي

## الأحداث
- 27 مارس - قُتل ما لا يقل عن 18 شخصًا بعد وصول إعصار جاماني إلى اليابسة في منطقة فوهيمار.[1][2]

## العطل
- 1 يناير - يوم رأس السنة الجديدة
- 8 مارس - اليوم العالمي للمرأة
- 29 مارس - يوم الشهداء
- 1 أبريل - إثنين الفصح
- 10 أبريل - عيد الفطر
- 1 مايو - عيد العمال
- 9 مايو - عيد الصعود
- 20 مايو - الاثنين الأبيض
- 17 يونيو – عيد الأضحى
- 26 يونيو - عيد الاستقلال
- 15 أغسطس - يوم انتقال السيدة العذراء
- 1 نوفمبر - عيد جميع القديسين
- 25 ديسمبر - يوم عيد الميلاد